# 秦四風
秦四風，是中國音樂製作人、作曲家、演奏家，曾获第28屆金曲獎最佳專輯獎、最佳作曲人獎、最佳演奏錄音專輯獎三項大獎。

## 簡歷
1985年举办画展，同年开始学习钢琴演奏与和声学。1989年，开始学习计算机音乐与MIDI技术理论。1997年，组建东北地区第一个爵士乐队「GYQ Band」，同时担任辽宁电声乐团钢琴手；担任迪克牛仔、谭维维等演唱会乐队总监；在电影《保持安静》中担任主演、副导演、作曲、剧照。
2000年，成立个人音乐工作室「Fourwind Studio」。2004年，毕业于沈阳音乐学院作曲与作曲技术理论专业、毕业作品《NEXT DOOR》参加MUSICACOUSTICA国际电子音乐作曲比赛并获奖，入选并出版合辑《中国青年作曲家电子音乐作品选辑》，同年发表第一张即兴钢琴作品演奏专辑《FOR PENNY》。
2005年，与吉他手龙隆组建融合爵士乐团「Tuanjiehu Groove」（团结湖乐队）。2006年，录制第二张唱片《丹莫罗的天空》、同年担任熊天平《十年全记录》专辑制作人、同年加入汪峰与鲍家街43号乐队。2007年，作为中国新生代青年作曲家身份应邀前往法国与参加瑞典仲夏节。
2008年，在北京东岸爵士酒吧的演出资料与照片被以《Best Jazz In Beijing》的名称刊登在美国杂志《TIME》。担任谭维维北京演唱会乐队总监、与乐器厂牌Roland公司签约为Fantom G8演示员并在2008年上海国际乐器展上演出。
2009年，担任迪克牛仔北京演唱会乐队总监、为国庆六十周年联欢晚会创作音乐 并获得国家颁发贡献奖牌。2010年，其担任冯小刚执导电影《唐山大地震》中全部的钢琴演奏工作、還组建自己的爵士乐三重奏「Sedar Trio」并首次在九门国际爵士音乐节中表演，担任2010年广州首届亚洲残疾人运动会开幕式作曲工作。
2011年，应邀参加第39届香港艺术节并担任表演嘉宾、加入许巍乐队并担任键盘手、为延安建党九十周年联欢晚会创作音乐。

## 音樂作品

#### 錄音室專輯
| 發行順序 | 資料                                                                                               |
| -------- | -------------------------------------------------------------------------------------------------- |
| 1        | 《致佩妮》 - 發行日期：2004年 - 唱片公司：未知 - 語言：國語                                        |
| 2        | 《丹莫罗的天空》 - 發行日期：2006年 - 唱片公司：未知 - 語言：國語                                  |
| 3        | 《双生花》 - 發行日期：2013年 - 唱片公司：未知 - 語言：國語                                        |
| 4        | 《SEDAR》，與常静等人合作 - 發行日期：2016年 - 唱片公司：未知 - 語言：國語                         |
| 5        | 《SEDAR Trio - Vol. 1》，與武勇恆、田北禾等人合作 - 發行日期：2022年 - 唱片公司：未知 - 語言：國語 |

#### 影视音乐作品的编配与钢琴演奏
《唐山大地震》、《老大的幸福》、《青海花儿》等

#### 唱片制作人、歌曲的编曲或键盘录音
- 《沧浪之歌》(汪峰)
- 《SOFIA》(SOFIA)
- 《十年全记录》(熊天平)
- 《老鼠爱大米》(杨臣刚)
- 《新不了情》(张靓颖)
- 《我的北京我的家》(王莉与汤非)
- 《老阿姨》(韩磊)等

## 獎項
- 中国小型声乐器乐作曲比赛（2002年） 一等奖
- 中国首届校园新歌作曲比赛（2003-2004年） 二等奖
- 首届Musicacoustica国际电子音乐作曲比赛（2004年） 三等奖
- 国庆六十周年联欢晚会（2009年）主创音乐 国家贡献奖牌
- 首届亚洲残疾人运动会开幕式（2010年）主创音乐 国家贡献奖牌